# Đồng nickel

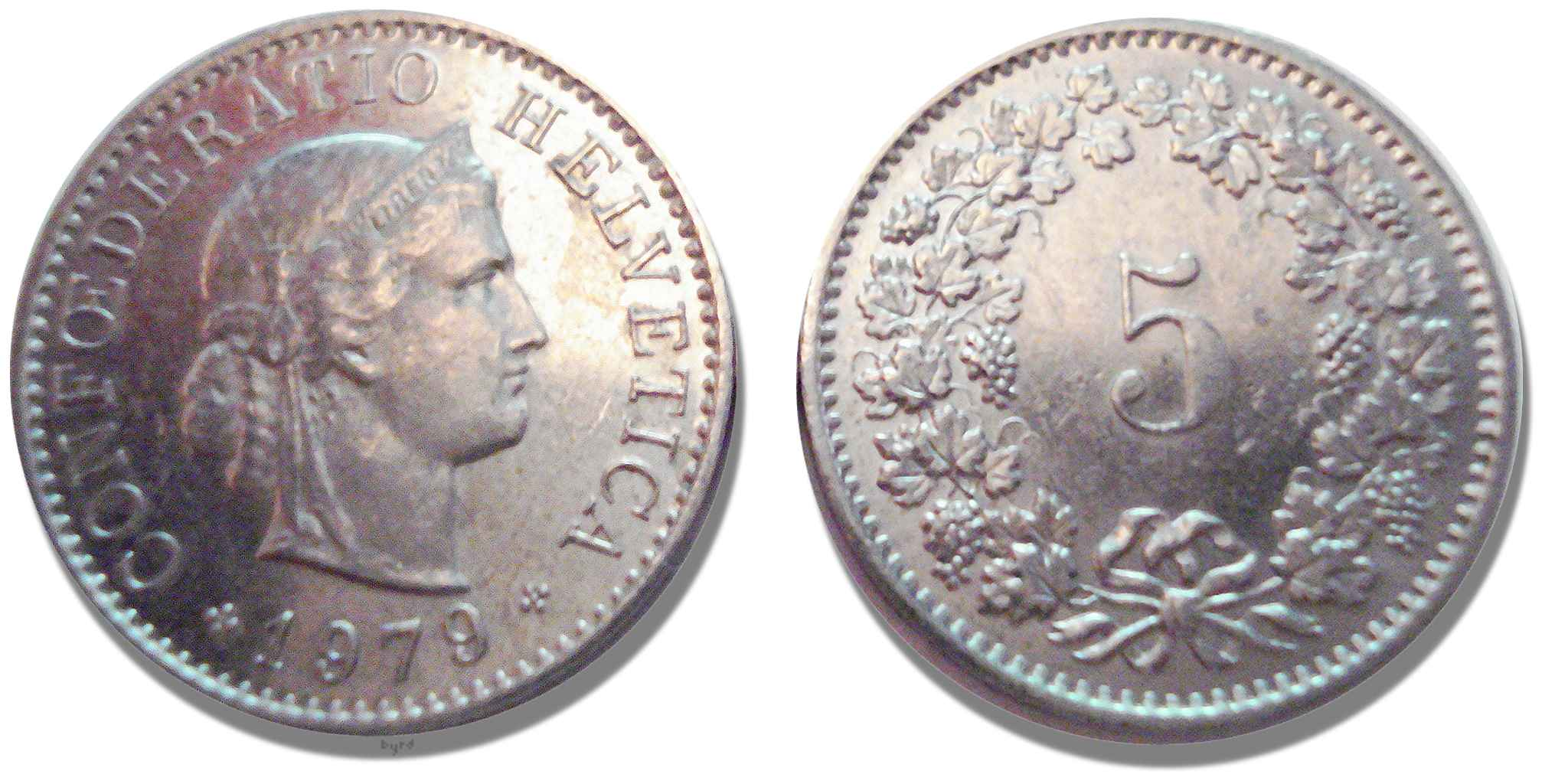

Đồng nickel còn được gọi là đồng trắng là một hợp kim của đồng, với nguyên tố hợp kim hóa chính nickel và tăng cường thêm chất đệm, như là sắt và mangan. Đồng nickel không bị ăn mòn trong môi trường nước biển, bởi vì điện tiềm năng của nó được điều chỉnh để trung lập đối với nước biển. Hợp kim này được sử dụng cho chi tiết tàu thủy, và đôi khi cho chân vịt tàu thủy, trục hãm và vỏ của các loại tàu thuyền.
Một sử dụng phổ biến của đồng nickel là ở chế tạo tiền xu. Một điển hình hợp kim với 75% đồng, 25% nickel, và một số nhỏ mangan. Mặc dù hàm lượng đồng trong hợp kim này khá cao nhưng màu sắc của chúng là ánh bạc.
Nó còn được sử dụng làm cặp đo nhiệt. Một loại hợp kim với 45%Cu và 55%Ni được sử dụng để làm điện trở rất chính xác.
Cũng xem như đồng thiếc (hợp kim của đồng với thiếc), đồng thau (hợp kim của đồng với kẽm), và bạc nickel (một nhóm các loại hợp kim đồng-nickel).

## Lịch sử
Hợp kim đồng nickel được biết đến bởi những người Trung Hoa từ thế kỷ thứ III TCN, với cái tên đồng trắng (một số vũ khí thuộc thời Chiến Quốc là đồng nickel)).